# Tillandsia platyrhachis
Tillandsia platyrhachis là một loài thuộc chi Tillandsia. Đây là loài bản địa của Ecuador.

## Giống
- Tillandsia 'Creation'
- Tillandsia 'Hercules'